# Glabrocyphella
Glabrocyphella là một chi nấm thuộc họ Marasmiaceae. Chi này phân bố rộng rãi và chứa 13 loài.

## Các loài
- Glabrocyphella ailanthi
- Glabrocyphella bananae
- Glabrocyphella brunneocrystallina
- Glabrocyphella dermatoides
- Glabrocyphella ellisiana
- Glabrocyphella epileucina
- Glabrocyphella filicicola
- Glabrocyphella ohiensis
- Glabrocyphella palmarum
- Glabrocyphella rubescens
- Glabrocyphella upplandensis